# Andrzej Konopka (sportowiec)
Andrzej Konopka (ur. 1 września 1934 w Sandomierzu, zm. 26 marca 1999 w Krakowie) – polski gimnastyk, trener, działacz sportowy, olimpijczyk z Rzymu 1960 i Tokio 1964.
Zawodnik stołecznych klubów: AZS (1950–1954) i Legii (1954-1965). Wielokrotny mistrz Polski w :
- skoku przez konia w roku 1959
- ćwiczeniach na kółkach w latach 1961–1962
- ćwiczeniach wolnych w roku 1962
- ćwiczeniach na drążku w roku 1962
- ćwiczeniach na poręczach w roku 1962

Uczestnik mistrzostw świata w roku 1959 podczas których zajął 5. miejsce w wieloboju drużynowym.
Dwukrotny uczestnik igrzysk olimpijskich:
- w roku 1960 podczas których zajął:
  - 10. miejsce w wieloboju drużynowym
  - 26. miejsce w ćwiczeniach wolnych
  - 38. miejsce w ćwiczeniach na drążku
  - 43. miejsce w ćwiczeniach na kółkach
  - 46. miejsce w wieloboju indywidualnym
  - 46. miejsce w ćwiczeniach na poręczach
  - 62. miejsce w ćwiczeniach na koniu z łękami
  - 93. miejsce w skoku przez konia
- W roku 1964 podczas których zajął:
  - 5. miejsce w wieloboju drużynowym
  - 53. miejsce w ćwiczeniach na kółkach
  - 54. miejsce w ćwiczeniach wolnych
  - 68. miejsce w ćwiczeniach na drążku
  - 72. Miejsce w ćwiczeniach na poręczach
  - 75. miejsce w wieloboju indywidualnym
  - 94. miejsce w ćwiczeniach na koniu z łękami
  - 95. miejsce w skoku przez konia

Po zakończeniu kariery sportowej poświęcił się pracy trenerskiej. Był m.in. w roku 1972 trenerem kadry olimpijskiej. Na igrzyskach w Moskwie był sędzią w turnieju gimnastycznym. Wieloletni wiceprezes i prezes PZG.
Odznaczony Krzyżem Oficerskim Orderu Odrodzenia Polski i złotym Krzyżem Zasługi.
Był drugim mężem polskiej gimnastyczki, olimpijki Barbary Ślizowskiej.